# موریس لیتکا
موریس لیتکا (انگلیسی: Maurice Litka؛ زادهٔ ۲ ژانویهٔ ۱۹۹۶) بازیکن فوتبال اهل آلمان است.
از باشگاه‌هایی که در آن بازی کرده‌است می‌توان به باشگاه فوتبال سن پائولی اشاره کرد.